# Лутфиллаев, Шарафуддин Рустамович
Шарафуддин Рустамович Лутфиллаев (род. 9 сентября 1990, Узбекская ССР) — узбекский дзюдоист, призёр чемпионата мира 2019 года и чемпионата Азии 2015 года. Участник Олимпийских игр.

## Биография
Родился 9 сентября 1990 года в Термезе.

## Карьера
На Кубке мира в Ташкенте в 2011 году проиграл в схватке за бронзовую медаль и занял пятое место. В том же году аналогичные результаты показал на Кубке мира в Сувоне и на Гра-при в Улан-Баторе.
Лутфиллаев завоевал золотую медаль на Гран-при в Ташкенте 2013 года, а в конце того же года стал серебряным призёром турнира в Абу-Даби.
В 2014 году на «Большом шлеме» в Баку Шарафуддин Лутфиллаев завоевал бронзовую медаль, также он добрался до четвертьфиналов в Тюмени и в Париже. На Азиатских играх 2014 года в Инчхоне стал пятым, проиграв в бронзовом поединке. Также стал пятым на Гран-при в Ташкенте.
В 2015 года в Кувейте на чемпионате Азии в весовой категории до 60 кг завоевал бронзовую медаль. В том же году выиграл Гран-при в Самсуне и в Тбилиси, а также стал бронзовым призёром в Будапеште и на «Мастерсе» в Марокко. Осенью стал вторым на Гран-при в Узбекистане, третьим во Франции и Китае.
В 2016 на Гран-при завоевал бронзовые медали в Алма-Ате, Будапеште и Ташкенте, а также доходил до матча за бронзу, но уступал в Баку, Париже и Гаване.
В 2017 году стал бронзовым призёром на Гран-при в Ташкенте. На турнирах Большого шлема в Париже и Абу-Даби занял второе и третье места, соответственно. На «Мастерсе» в Санкт-Петербурге стал третьим.
На «Большом шлеме» в Париже в 2018 году вновь выиграл серебро. В Абу-Даби завоевал бронзу.
На предолимпийском чемпионате мира 2019 года, который проходил в Токио завоевал серебряную медаль, уступив в финале грузинскому спортсмену Лукуму Чхвимиани. Выиграл Гран-при в Марракеше и завоевал бронзу на «Мастерсе» в Циндао.
В 2021 году дошёл до четвертьфинала на чемпионате Азии и Океании, а также остановился на этой стадии на турнире Большого шлема в Казани. На Олимпийских играх 2020 года, перенесённых на 2021 год из-за пандемии коронавируса, уступил на стадии 1/8 украинцу Артёму Лесюку.